# Drasenhofen
Drasenhofen – gmina w Austrii, w kraju związkowym Dolna Austria, w powiecie Mistelbach. Leży przy granicy z Czechami. W przyszłości do gminy dojdzie prowadząca z Wiednia autostrada A5, która połączy się z biegnącą po czeskiej stronie autostradą D52. Liczy 1124 mieszkańców (1 stycznia 2014).

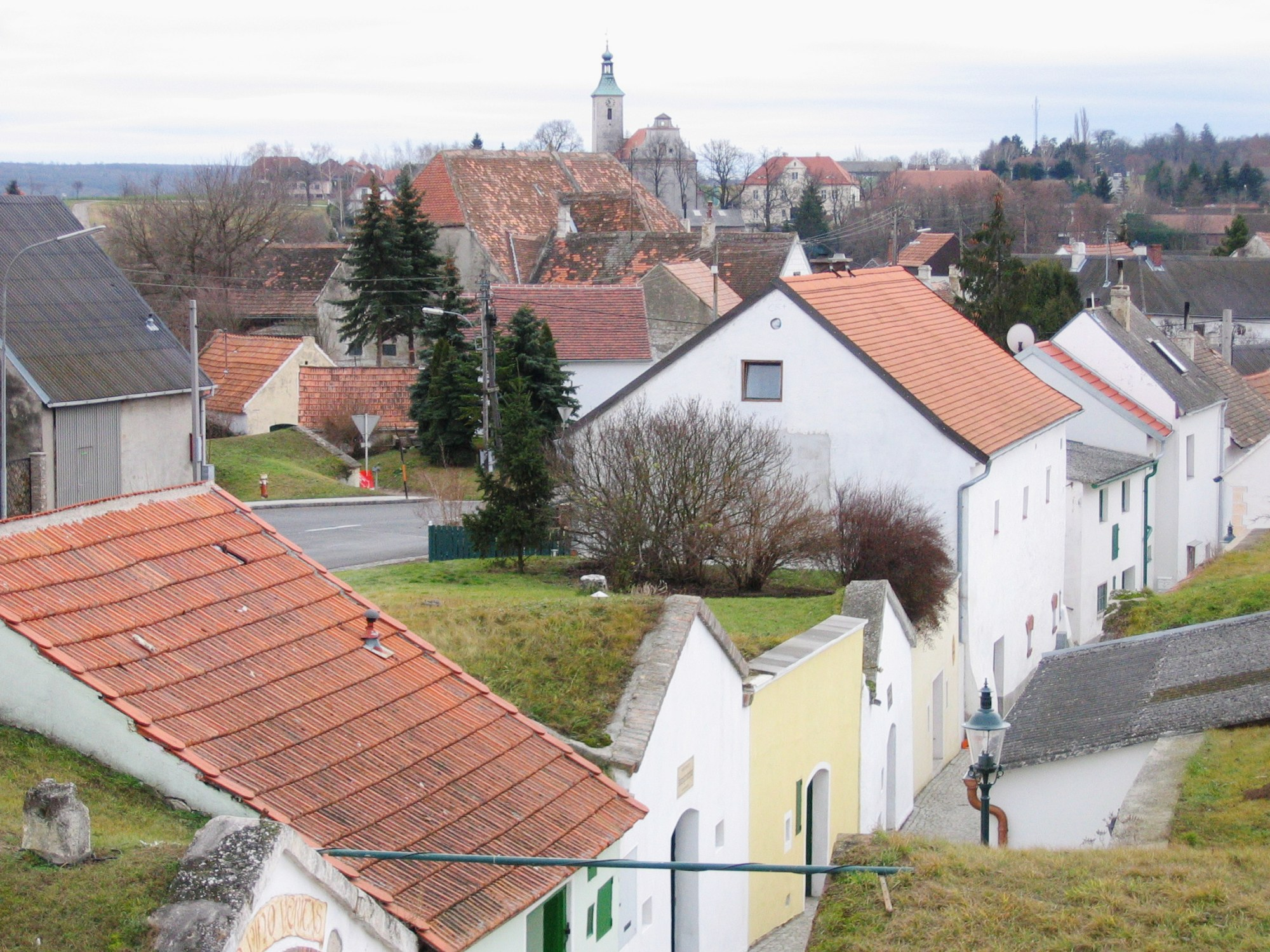
Winiarnie w lokalnym stylu

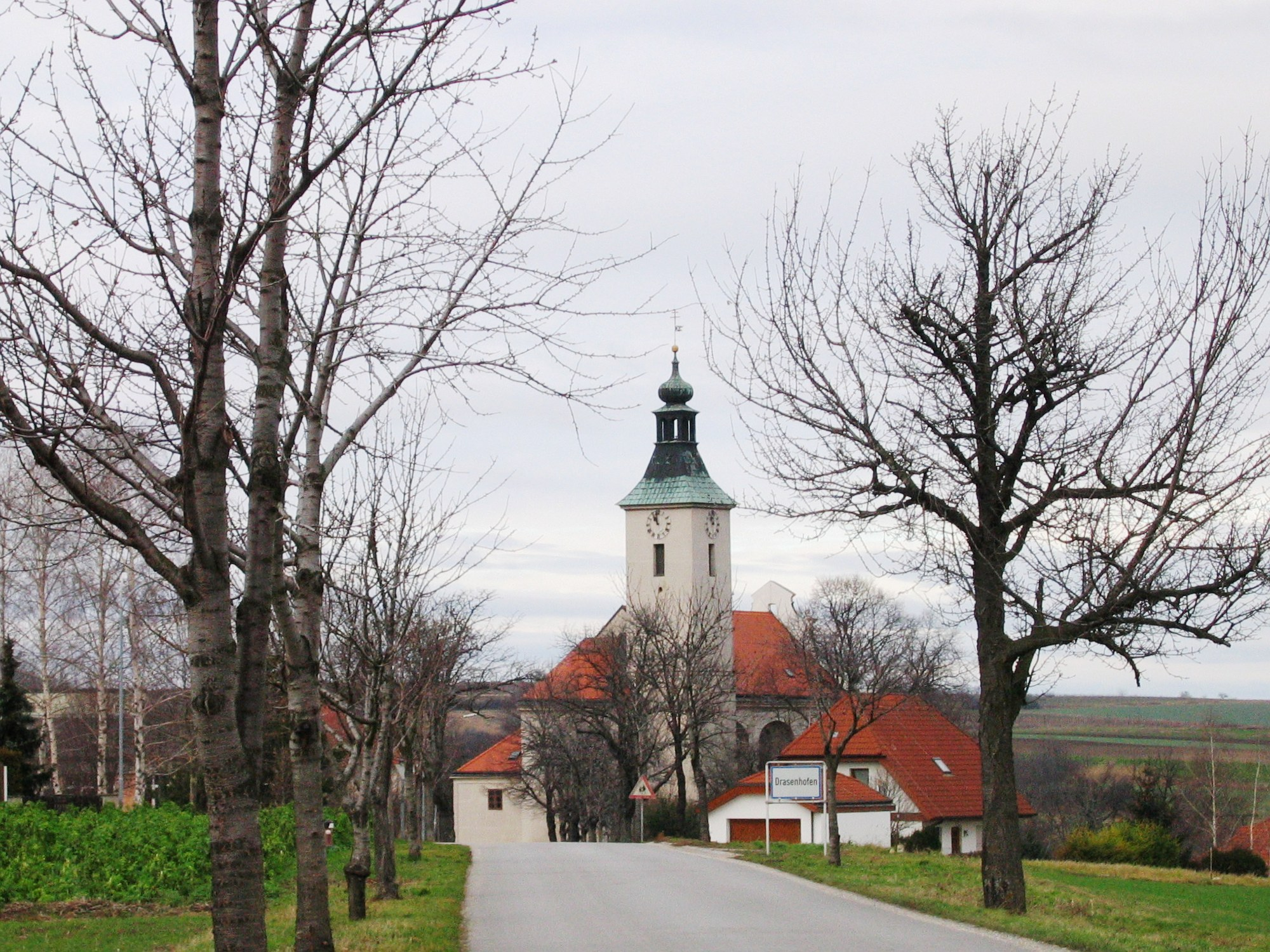
Kościół